# Gordon Dines
Gordon Dines (* 4. Juni 1911 in London als Gordon Percival Dines; † 27. April 1982 ebenda) war ein britischer Kameramann.

## Leben
Gordon Percival Dines hatte im Alter von 15 Jahren die Schule verlassen und noch im selben Jahr (1926) als Kameraassistent bei BIP Elstree begonnen. In dieser Eigenschaft war er 1929 auch an Großbritanniens offiziell erstem abendfüllenden Tonfilm, Alfred Hitchcocks Erpressung, beteiligt. 
1932 wechselte Dines zu den ATP-Studios und avancierte zum einfachen Kameramann. Drei Jahre darauf begann er seine kontinuierliche Arbeit als Cheffotograf. Anfänglich fotografierte Dines diverse Komödien mit George Formby jr., dem britischen Star-Komiker der Vorkriegszeit. Später, nach seinem Kriegsdienst 1941–1945, schloss er sich der Produktionsgesellschaft Ealing an. Von Ende 1946 bis 1954 fotografierte Dines mehrere Filme des Regisseurs Basil Dearden, anschließend die letzten Inszenierungen des Regie-Veterans Herbert Wilcox.
Dines’ Spezialgebiet nach 1945 sollten vor allem dramatische Stoffe werden wie das Seekriegsdrama Der große Atlantik, der Safeknacker-Krimi Der lange Arm und die historisch verbürgte Ausbrecher- und Flucht-Geschichte The Colditz Story. Es handelte sich dabei um Filme, die Dines in schnörkellosem, halbdokumentarischen Stil ablichtete. Daneben fotografierte er aber gelegentlich auch gänzlich andere Stoffe wie die heiter-kauzige Geschichte Oller Kahn mit Größenwahn. 
In den 1960er Jahren fand Dines kaum mehr Beschäftigung in der heimischen Kinoindustrie, und so zog er sich ins Privatleben zurück.

## Filmografie (Auswahl)
| - 1935: George bricht alle Rekorde (No Limit) - 1936: Dreams Come True - 1936: Feather Your Nest - 1937: Keep Fit - 1937: I See Ice - 1938: Penny Paradise - 1938: The Gaunt Stranger - 1939: Bravo, George! (Come On George) - 1941: Glück muß man haben (Turned Out Nice Again) - 1946: Nicholas Nickleby (Nicholas Nickleby) - 1947: Frieda - 1949: Die blaue Lampe (The Blue Lamp) - 1950: Unterwelt (Pool of London) - 1951: Die Verblendeten (Secret People) - 1952: Die Bombe im U-Bahnschacht (The Gentle Gunman) - 1952: Der große Atlantik (The Cruel Sea) | - 1954: Oller Kahn mit Größenwahn (The Maggie) - 1955: Im Schatten der Zitadelle (The Colditz Story) - 1955: Der lange Arm (The Long Arm) - 1956: Yangtse-Zwischenfall (Yangtse Incident) - 1957: Es begann, als sie nein sagte (These Dangerous Years) - 1957: Tatort Apartment 310 (The Man Who Wouldn’t Talk) - 1958: The Lady is a Square - 1959: Zur Hölle mit Sydney (The Siege of Pinchgut) - 1959: Sie pfiff und die Kerle kuschten (The Challenge) - 1960: Circle of Deception - 1961: A Bomb in the High Street - 1965: Single-Use Medical Syringes (kurzer Industriefilm) - 1970: Bread |